# André Cordonnier
Pour les articles homonymes, voir Cordonnier (homonymie).
André François Cordonnier, né le 24 novembre 1885 dans le 9e arrondissement de Paris et mort le 6 mai 1954 à Argenteuil (Val-d'Oise), est un architecte français.

## Biographie
Élève de Léon Jaussely et de Jacques Gréber, il expose au Salon des artistes français à partir de 1922 et y obtient cette année-là une mention honorable. 
Architecte municipal de la ville d'Argenteuil, il y construit un grand nombre d'édifices publics dans les années 1920-1930, notamment un ensemble scolaire de la cité d'Orgemont  et les bains-douches labellisés au titre du patrimoine d'intérêt régional .
Il a deux fils, également architectes : Jacques (1er Grand Prix de Rome) et Paul (2ème Second Grand Prix de Rome). 